# Cobelura sergioi
Cobelura sergioi är en skalbaggsart som beskrevs av Monné 1984. Cobelura sergioi ingår i släktet Cobelura och familjen långhorningar. Inga underarter finns listade i Catalogue of Life.